# The Insider (film)
Pour les articles homonymes, voir Insider.
Ne doit pas être confondu avec le film Révélations (titré The Insider dans sa version originale).
Pour plus de détails, voir Fiche technique et Distribution.
The Insider ou Le sac noir  au Québec (Black Bag) est un film américain réalisé par Steven Soderbergh et sorti en 2025.
Il met en scène Michael Fassbender dans le rôle de George Woodhouse, une légende de l'espionnage britannique. Lorsque sa femme Kathryn est soupçonnée de trahison, George est confronté à un dilemme ultime : son mariage ou la loyauté envers son pays.
Le film reçoit des critiques globalement positives.

## Synopsis
Londres. George Woodhouse est un agent réputé des services secrets britanniques (SIS). Son supérieur, Philip Meacham, lui accorde une semaine pour enquêter sur la fuite d'un logiciel top secret portant le nom de code Severus. L'une des cinq suspectes est la propre femme de George, Kathryn, qui travaille pour les services de renseignement. Pour tenter de débusquer la taupe, George invite les quatre autres suspects, également agents du SIS, à dîner. Les quatre suspects sont Clarissa (spécialiste en imagerie satellite), son petit ami et agent Freddie Smalls, le Dr Zoe Vaughan (psychiatre de l'agence) et son petit ami également agent, James Stokes. Au dîner, George drogue les plats des convives pour les désinhiber. Afin d'en savoir davantage sur ses invités, George les engage dans un jeu psychologique. Cela révèle notamment que Freddie a trompé Clarissa. En réponse, celle-ci poignarde Freddie à la main avec un couteau à steak.
Le soir même, Philip Meacham meurt d'une crise cardiaque suspecte alors qu'il boit un verre chez lui. George se méfie de Kathryn après avoir trouvé un ticket de cinéma dans la corbeille de sa commode, mais elle nie avoir vu le film. Il s'introduit dans son bureau et apprend qu'elle se rend à Zurich. Il persuade Clarissa de rediriger un satellite espion et observe Kathryn rencontrer un agent russe en Suisse. Pendant ce temps, James informe George que Kathryn a accès à un compte bancaire à Zurich contenant 7 millions de livres sterling de fonds mal dirigés et inexpliqués. Lors d'une consultation psychiatrique tendue, Zoe demande à Kathryn si elle privilégie sa carrière ou son mari. Lors d'une séance ultérieure, Zoe rompt avec James. Freddie informe Kathryn que George la soupçonne.
On apprend que, pendant les quelques minutes où George a redirigé le satellite pour surveiller la réunion de Kathryn à Zurich, un autre agent russe a disparu d'une planque du Liechtenstein avec une copie du programme Severus. Il est maintenant en route pour l'Europe de l'Est afin de l'utiliser pour provoquer une fusion nucléaire. Kathryn utilise Clarissa pour traquer le Russe. Elle soupçonne que leur chef, Arthur Stieglitz, a délibérément laissé divulguer Severus afin de provoquer une fusion nucléaire et de déstabiliser le gouvernement, au risque de tuer des milliers d'innocents. Elle révèle la localisation du Russe à un contact de la CIA, ce qui entraîne une attaque de drone tuant les deux Russes en Pologne. George soumet tous les suspects, sauf Kathryn, au polygraphe pour déterminer quand ils ont entendu parler de Severus. Au lit ce soir-là, le couple compare ses impressions et réalise qu'il s'agit d'un piège.
Ils invitent les quatre autres suspects à un second dîner. Au lieu de servir le dîner, Kathryn pose une arme sur la table tandis que George annonce qu'ils vont jouer à un jeu. Il révèle plusieurs secrets : Freddie et Zoe ont eu une liaison, et Zoe a appris l'existence du programme Severus par James, mais a tenté d'en empêcher la diffusion en raison de sa foi catholique. George affirme qu'il y a eu deux complots : l'un de Stieglitz et James visant à divulguer Severus et à provoquer une fusion nucléaire, et l'autre de Zoe et Freddie visant à utiliser Kathryn pour l'empêcher. James s'empare de l'arme, avoue avoir comploté avec Stieglitz et tué Meacham, puis pointe George et tire à deux reprises. Cependant, l'arme était chargée à blanc. Kathryn sort une arme de son sac et abat James, après quoi elle avertit fermement ses collègues restants de ne plus jamais exploiter leur fidélité mutuelle avec George. Les collègues restants jettent le corps de James dans un étang et retournent au travail. Kathryn informe Stieglitz que son plan a échoué et lui suggère de se retirer du projet. Elle et George réaffirment leur amour. Alors qu'ils se retrouvent dans le lit conjugal, George apprend à Kathryn que le compte bancaire de Zurich, contenant 7 millions de livres sterling, est toujours intact.

## Fiche technique
Sauf indication contraire, les informations mentionnées dans cette section peuvent être confirmées par les bases de données cinématographiques IMDb et Allociné,  présentes dans la section « Liens externes ».
- Titre original : Black Bag
- Titre français : The Insider[1]
- Titre québécois : Le sac noir[2]
- Réalisation : Steven Soderbergh
- Scénario : David Koepp
- Musique : David Holmes
- Décors : Philip Messina
- Costumes : Ellen Mirojnick
- Photographie : Steven Soderbergh (crédité sous le nom de Peter Andrews[3])
- Montage : Steven Soderbergh (crédité Mary Ann Bernard[3])
- Production : Casey Silver et Gregory Jacobs

Producteur délégué : David Koepp
Coproducteurs : Corey Bayes et Andrew Riach
- Société de production : Casey Silver Productions
- Sociétés de distribution : Focus Features (États-Unis), Universal Pictures (international)[1]
- Budget : entre 50 et 60 millions de dollars[4],[5],[6]
- Pays de production :  États-Unis
- Langue originale : anglais
- Format : couleur
- Genre : espionnage, thriller
- Durée : 94 minutes
- Dates de sortie[7] :
  - France : 12 mars 2025[8]
  - États-Unis, Canada[1] : 14 mars 2025

## Distribution
- Michael Fassbender (VF : Jean-Pierre Michaël) : George Woodhouse
- Cate Blanchett (VF : Isabelle Gardien) : Kathryn St. Jean
- Regé-Jean Page (VF : Eilias Changuel) : le colonel James Stokes
- Marisa Abela (VF : Victoria Grosbois) : Clarissa Dubose
- Naomie Harris (VF : Annie Milon) : Dr Zoe Vaughan
- Pierce Brosnan (VF : Emmanuel Jacomy) : Arthur Steiglitz
- Tom Burke (VF : Gilduin Tissier) : Freddie Smalls
- Gustaf Skarsgård : Philip Meacham
- Orli Shuka : Andrei Kulikov
- Kae Alexander : Anna Ko
- Ambika Mod : Angela Childs
- Alex Magliaro : M. Green

Source VF[réf. nécessaire]

## Production

### Genèse et développement
En janvier 2024, Steven Soderbergh est annoncé à la réalisation d'un film avec Cate Blanchett et Michael Fassbender. Le cinéaste avait déjà dirigé l'actrice dans The Good German (2006) et l'acteur dans Piégée (2012).
Le scénario est écrit par David Koepp, qui avait écrit et produit KIMI (2022) et Presence (2024). Il s'inspire notamment de James Angleton pour le personnage incarné par Michael Fassbender. Par ailleurs, les costumes de ce dernier s'inspire de ceux portés par Michael Caine dans Une belle tigresse (1972).
Le titre original, Black Bag, est une allusion à un terme désignant des opérations clandestines menées par des espions pour obtenir des secrets ou des documents sensibles.

### Attribution des rôles
En mars, Regé-Jean Page, Marisa Abela, Naomie Harris, Pierce Brosnan et Tom Burke rejoignent la distribution,,.

### Tournage
Le tournage débute le 6 mai 2024 à Londres. Il se déroule donc principalement dans la capitale et ses environs (Cannon Street, aéroport de Londres-Heathrow, Regent Street, Victoria Embankment, Islington, Clerkenwell, Mayfair, Chelsea, Marylebone, Whitechapel), ainsi que dans le Buckinghamshire (Pinewood Studios, Amersham, Great Missenden) et à Zurich.
Les acteurs et l'équipe du film ont pu échanger avec des agents du Government Communications Headquarters et du National Cyber Security Centre (en).

## Sortie et accueil

### Dates de sortie
En janvier 2024, Focus Features acquiert les droits de distribution du film dans le cadre d'un negative pickup deal (en) de 50 millions de dollars. En juillet, le studio fixe une date de sortie du 14 mars 2025 aux États-Unis.

### Accueil critique
Le film reçoit des critiques globalement positives. Sur le site d'agrégation de critiques Rotten Tomatoes, le film obtient 96% d'avis favorables, pour 240 critiques et une note moyenne de 8,1⁄10. Le consensus suivant résume les avis collectés : « D'un design épuré et agrémenté d'un humour pince-sans-rire, Black Bag est un film d'espionnage exemplaire qui permet à des stars de cinéma comme Cate Blanchett et Michael Fassbender de faire ce qu'elles font le mieux : illuminer l'écran. » Sur le site Metacritic, qui utilise une moyenne pondérée, le film obtient la note de 85⁄100 pour 53 critiques.
En France, le site Allociné donne une moyenne de 3,6⁄5, d'après l'interprétation de 32 critiques de presse.

### Box-office
Aux États-Unis et au Canada, le film sort en salles le 14 mars 2025 face à Novocaïne, Opus, The Last Supper et Daffy et Porky sauvent le monde. Les projections estiment que le film fera entre 7 et 8 millions de dollars pour son premier week-end d'exploitation, pour 2 705 copies. Le film réalise 2,7 millions le premier jour (dont 850 000 $ pour les avant-premières du vendredi). The Insider finit le week-end avec 7,6 millions de dollars et finit deuxième des nouveautés derrière Novocaïne,. Pour son second week-end d'exploitation, il enregistre 4,3 millions, finissant deuxième derrière Blanche-Neige, tout juste sorti,.
| Pays ou région     | Box-office      | Date d'arrêt du box-office | Nombre de semaines |
| ------------------ | --------------- | -------------------------- | ------------------ |
| France             | 376 541 entrées | en cours                   | -                  |
| États-Unis, Canada | 20 657 600 $    | 3 avril 2025               | en cours           |
| Total mondial      | 34 985 600 $    | en cours                   | -                  |